# جراحی باروری و ناباروری
جراحی باروری و ناباروری استفاده از عمل جراحی در پزشکی تولیدمثل است. از این شاخه از جراحی می‌توان برای پیشگیری از بارداری، مثل وازکتومی (بستن مجرای دفران در مردان)، استفاده کرد. همچنین از این جراحی در فناوری‌های کمک‌باروری هم استفاده می‌شود.
جراح باروری و ناباروری، یک پزشک زنان و زایمان یا اورولوژیستی است که در این شاخه تخصص گرفته‌است.